# Quartier Saint-Gervais

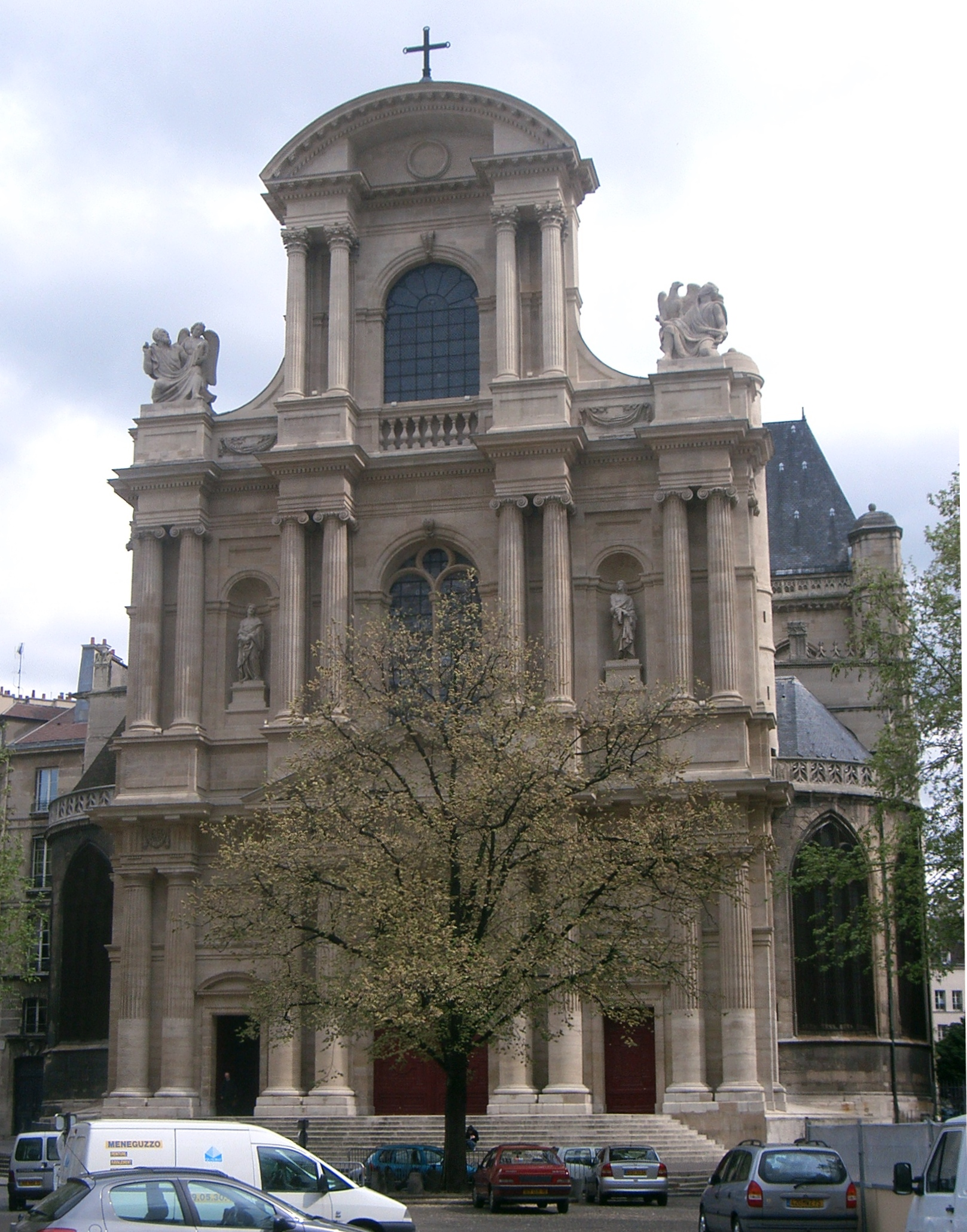
Kostel Saint-Gervais-Saint-Protais

Quartier Saint-Gervais (čtvrť Svatý Gervác) je 14. administrativní čtvrť v Paříži, která je součástí 4. městského obvodu. Má rozlohu 42,2 ha a je vymezena na jihu řekou Seinou a dále ulicemi Rue de Lobau a Rue des Archives na západě, Rue des Francs-Bourgeois na severu a Rue de Turenne a Rue Saint-Paul na východě.
Čtvrť nese jméno jednoho z patronů kostel svatého Gervásia a Protásia, který se nachází mezi ulicemi Rue de Brosse a Rue des Barres.

## Vývoj počtu obyvatel
| Rok sčítání | Počet obyvatel | Hustota zalidnění (ob./km²) |
| ----------- | -------------- | --------------------------- |
| 1954        | 24 818         | 58 810                      |
| 1962        | 23 179         | 54 927                      |
| 1968        | 19 700         | 46 682                      |
| 1975        | 17 010         | 40 308                      |
| 1982        | 12 304         | 29 156                      |
| 1990        | 11 432         | 27 090                      |
| 1999        | 10 587         | 25 088                      |